# Municipi de Ludza
El municipi de Ludza (en letó: Ludzas novads) és un dels 110 municipis de Letònia, que es troba localitzat a l'est del país bàltic, i que té com a capital la localitat de Ludza. El municipi va ser creat l'any 2009 després de la reorganització territorial.

## Ciutats i zones rurals
- Ludza (ciutat)
- Briģu pagasts (zona rural)
- Cirmas pagasts (zona rural)
- Isnaudas pagasts (zona rural)
- Istras pagasts (zona rural)
- Nirzas pagasts (zona rural)
- Ņukšu pagasts (zona rural)
- Pildas pagasts (zona rural)
- Pureņu pagasts (zona rural)
- Rundēnu pagasts (zona rural)

## Població i territori
La seva població està composta per un total de 15.986 persones (2009). La superfície del municipi té uns 964,8 kilòmetres quadrats, i la densitat poblacional és de 16,57 habitants per kilòmetre quadrat.